# Río Colne
El río Colne es un río que nace en los Peninos en West Yorkshire. Fluye a través del valle del Colne atravesando los pueblos de Marsden, Slaithwaite y Milnsbridge hacia Huddersfield y luego de Cooper Bridge se junta con el río Calder.
El valle del Colne fue famoso por su producción de telas de lana y algodón, las que eran reconocidas como de la más alta calidad, lo cual en parte de debía a las agua levemente ácidas del río Colne y sus tributarios, los que al recorrer las colinas que forman el valle lavan la turba de los páramos.
- Datos: Q7337296
- Multimedia: River Colne, West Yorkshire / Q7337296